# Cololaca

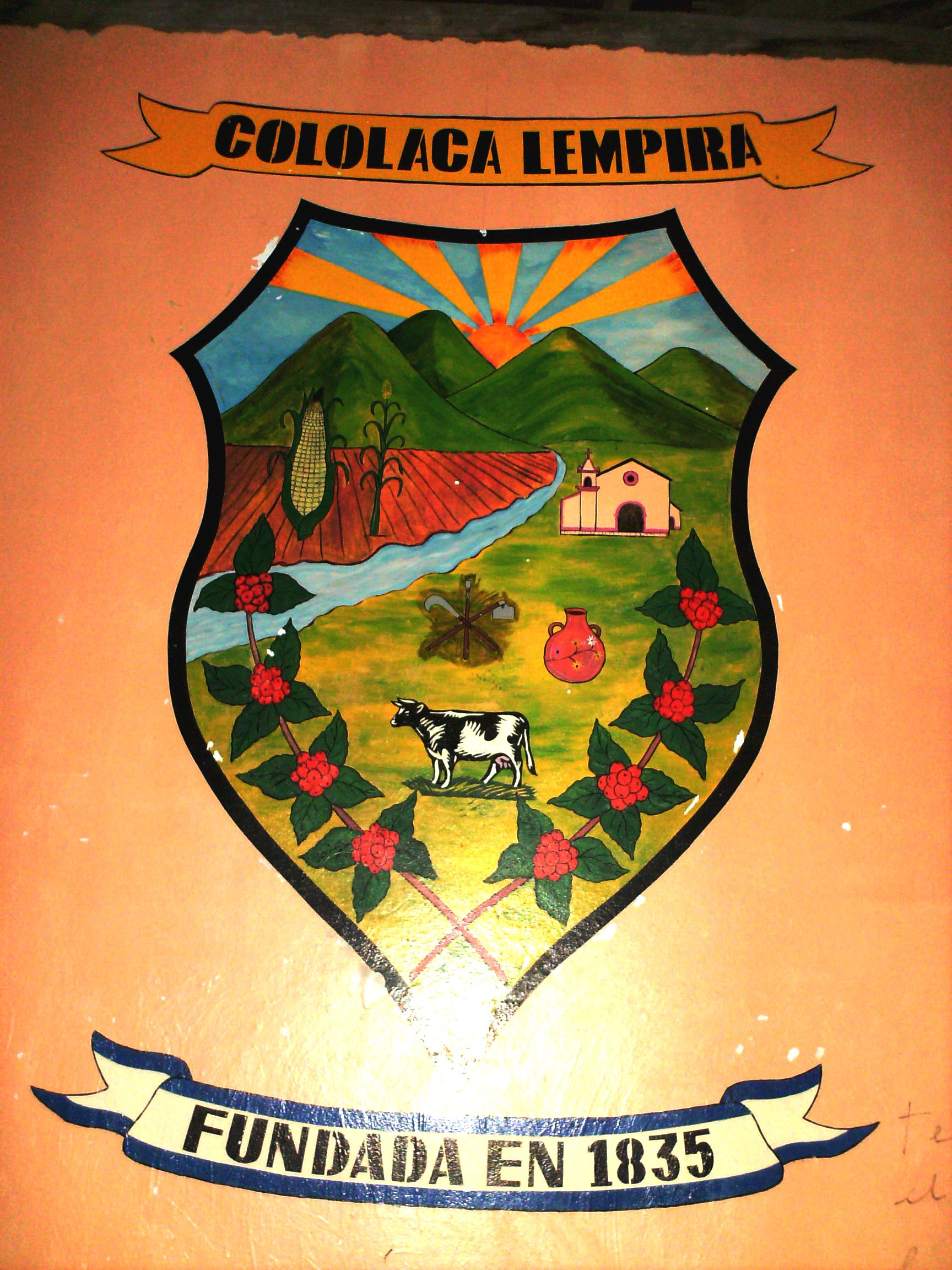
Escudo de Cololaca.

Cololaca es un municipio del departamento de Lempira en la República de Honduras.

## Límites
La localidad de Cololaca, se ubica a más de 200 km de la Ciudad de Gracias.
| Orientación | Límite                                      |
| ----------- | ------------------------------------------- |
| Norte       | Municipio de San Marcos de Caiquín, Lempira |
| Sur         | Municipio de Guarita, Lempira               |
| Este        | Municipio de San Sebastián, Lempira         |
| Este        | Municipio de Guarita, Lempira               |
| Oeste       | República de El Salvador                    |
| Oeste       | Departamento de Ocotepeque                  |

Su extensión territorial: 225.4 km².

## Geografía
Como en varios otros municipios, las colinas en los alrededores son bastante escarpadas, el paisaje es algo árido.

## Clima
La condición árida mejora en la temporada lluviosa, presentando vegetación de un bosque tropical seco. Por lo anterior y la elevación (alrededor de 600 m.s.n.m), Cololaca presenta un clima bastante caluroso.

## Historia

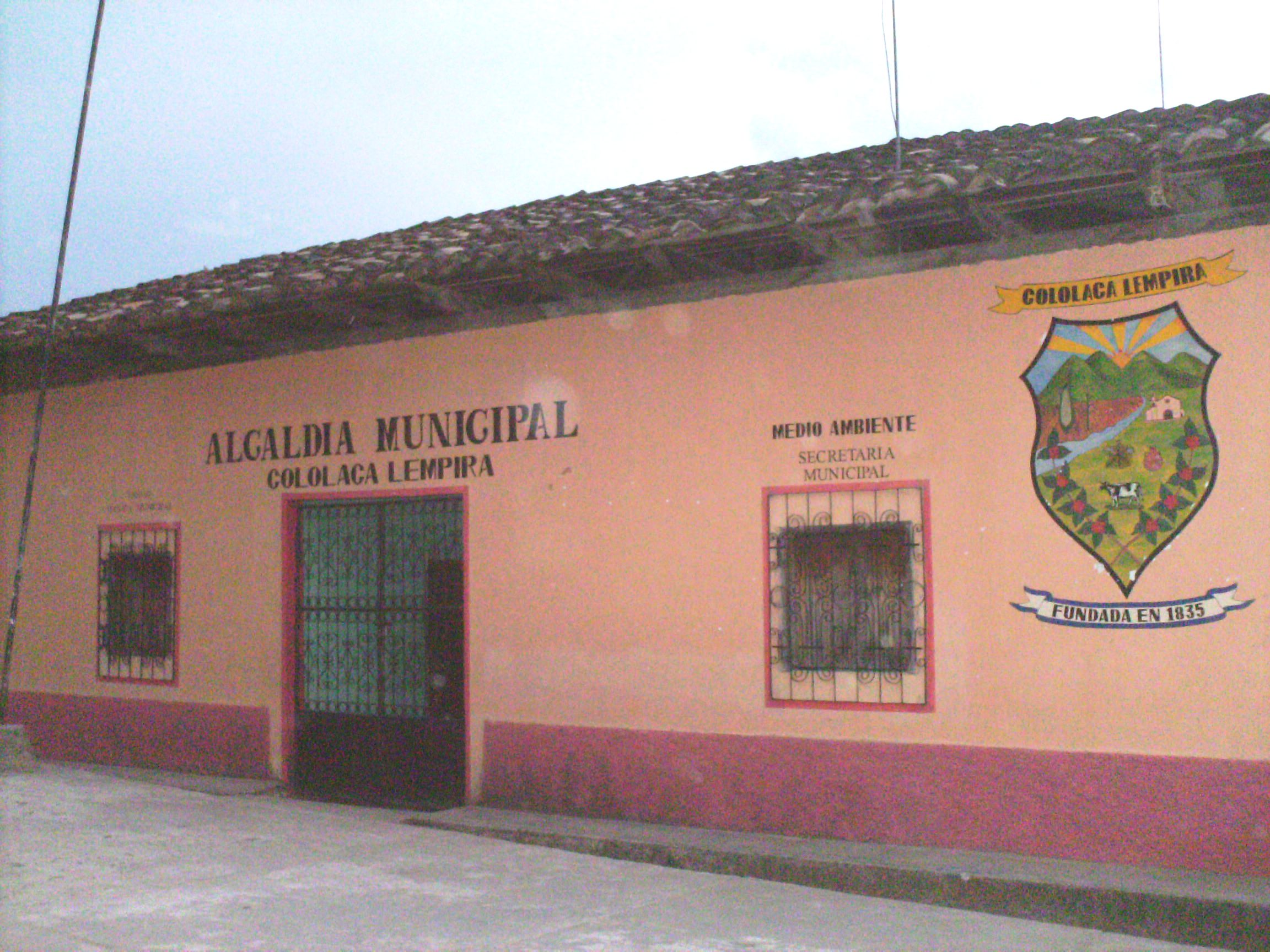
Alcaldía de Cololaca.

En 1628, se inició en una pequeña hacienda, perteneciente a una antigua comunidad.
En 1835, según referencias de ancianos residentes se legalizó como municipio del Distrito de Guarita.
En 1889, se extendieron títulos de tierra al municipio.

## Población
Los mestizos son mayoría en Cololaca, pero también se logra ver algunos descendientes de indígenas tanto en la cabecera como en algunas aldeas circundantes.
Población: para el año 2013 la población era de 8,532 habitantes. Según proyecciones realizadas por el INE Honduras, para el 2020 aumentará a 10,690 habitantes.

## Economía
La principal actividad es la agricultura, donde se cultiva maíz y frijol. (No se cultiva café por su poca elevación, pero si hay numerosos centros de acopio donde se procesa el grano).
Bueno el café es la principal fuente de ingresos de las aldeas del norte del municipio: Malsincales, Planes, Canguacota, Las Flores son los principales productores de café del municipio y desde el Pueblo de Cololaca van a cortar café esas aldeas. El agua se  obtiene mediante pozos y algunos riachuelos. Se han implementado varios sistemas de distribución por bombeo para mejorar la calidad de vida. El comercio es de vital importancia al encontrarse cerca de San Marcos de Ocotepeque.

## Turismo

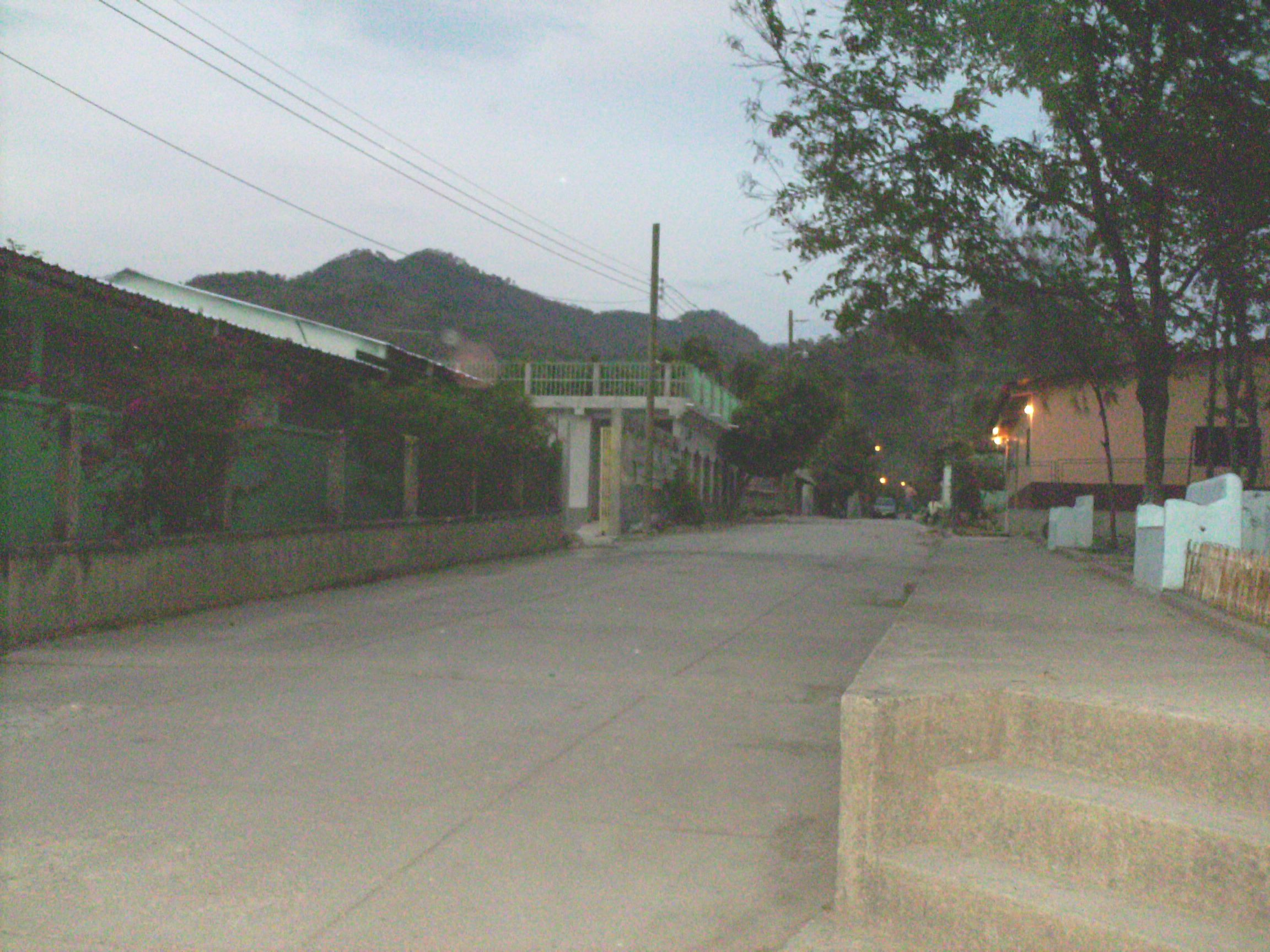
Calle en Cololaca.

Se cuenta con la presencia de servicios de telefonía móvil. La distribución arquitectónica es la típica española colonial donde los establecimientos administrativos, religiosos y comerciales se ubican alrededor de un parque. Cuenta con muchas calles adoquinadas en el centro del pueblo.
La mejor manera de llegar a Cololaca es partiendo desde Santa Rosa de Copán y pasando por San Marcos, Ocotepeque, la duración del trayecto por este lado es de 1.5 horas, haciendo la anotación de que el año 2009 fue inaugurada la carretera pavimentada para acceder a esta comunidad. Actualmente se trabaja en la pavimentación de la carretera que conduce Cololaca hacia las comunidades fronterizas con El Salvador como ser San Juán Guarita, Tambla, Tomalá y Valladolid.

### Feria patronal
La Feria Patronal es el 2 de febrero, día de la Candelaria.

## División Política
Aldeas: 5 (2013)
Caseríos: 110 (2013)
| Código | Aldea                 |
| ------ | --------------------- |
| 130401 | Cololaca              |
| 130402 | Casitas               |
| 130403 | Las Flores            |
| 130404 | Malsincales           |
| 130405 | San Isidro Canguacota |